# Парламент ДР Конго
Парламент Демократической Республики Конго (фр. Parlement de la République démocratique du Congo) — двухпалатный законодательный орган Демократической Республики Конго.

## История
Парламент был создан в 1960 году в ходе переговоров с бельгийской администрацией. Сенат образован 17 июня 1960 года в соответствии с конституцией, принятой 19 мая 1960 года.
Здание парламента находится на Народной площади Киншасы.

## Состав
Современный парламент с 2003 года состоит из двух палат:
- Верхняя палата — Сенат Демократической Республики Конго
- Нижняя палата — Национальная ассамблея Демократической Республики Конго.

Членами парламента являются 608 депутатов: 500 сенаторов и 108 членов Национальной ассамблеи.